# Odbrana i poslednji dani
Odbrana i poslednji dani je prvi studijski album beogradskog sastava Idoli objavljen 1982. godine. Kritičari časopisa Džuboks su 1985. glasovali da je ovo najbolji album jugoslavenskog rocka u 20. stoljeću. Ovo je također i jedan od prvih konceptualnih albuma jugoslavenskog rocka.

## O albumu
Sastav započinje snimanje svog prvog LP-a u jesen 1981. Producenti ploče su prvo trebali biti članovi sastava uz pomoć Dušana Spire Mihajlovića, međutim, Mihajlović je napustio snimanje ploče, pa je album snimljen uz pomoć Mila Pileta Miletića i Gorana Vojvode. Prvobitni plan sastava je bio da se album tematski bavi religijom i tradicijom, za koje su smatrali da će biti provokativne jer su mnogi aspekti ovih tema bili tabu u socijalističkoj Jugoslaviji. Također, ovo je prvo izdanje s promijenjenim sastavom, jer je Kokan Popović koji je nekada svirao s Vladom Divljanom i Zdenkom Kolarom u sastavu Zvuk ulice sada svirao bubnjeve u Idolima kao novi bubnjar.
Album je nazvan po istoimenom romanu Borislava Pekića.
Kada su ulazili u studio, članovi sastava još nisu bili sigurni što točno žele napraviti, kako stilski tako i glazbeno. Imali su puno ideja (u vezi konteksta Pekićevog rada, ali i širi obim filozofije), ali pretvoriti to u glazbu i naći zadovoljavajući zvuk je predstavljalo izazov. Zbog ovog eksperimentalnog pristupa, snimanje je trajalo više od šest mjeseci.
Kritika je podijeljeno prihvatila album, od ekstremno loših do ekstremno dobrih kritika. Sastav nije snimio nijedan spot za ovaj album. Prodano je 50.000 nosača zvuka u Jugoslaviji, što je u kontrastu s prethodnom pločom VIS Idola koja je prodana u 200.000 primjeraka.

## Omot albuma i dizajn
Fotograf i dizajner, Goranka Matić, koja je uradila omot, otišla je u Narodni muzej Srbije u Beogradu i napravila fotografiju koja je kasnije korištena za omot. Izabrali su da to bude detalj s tkanine na ikoni svetog Nikole. 
Pozadina omota je detalj sa zlatne pozadine ikone. U unutrašnjosti s lijeve strane je bila fotografija sastava, a s desne fotografija gostiju i ljudi koji su bili uključeni u snimanje ploče.
Prvi put je korištena ćirilica na albumu, slična onoj iz Miroslavljevog evanđelja.

## Popis pjesama
1. Kenozoik
2. Poslednji dani
3. Moja si
4. Senke su drugačije
5. Nemo
6. Nebeska tema
7. Rusija
8. Igrale se Delije
9. Jedina (uzurlikzurli)
10. Odbrana
11. Gdje si sad Cica-maco
12. Glavna ptica (skrati svoj dugački jezik)
13. Hajde, sanjaj me, sanjaj

## Vanjske poveznice
- „Odbrana i poslednji dani“
- Ljubiša Stavrić, Ne veruj u idole,